# Hellingen
Hellingen è una frazione della città tedesca di Heldburg.

## Storia
Il 1º gennaio 2019 il comune di Hellingen venne aggregato alla città di Heldburg.